# Gemeiner Schwarzleguan
Der Gemeine Schwarzleguan (Ctenosaura similis) ist eine Echse aus der Familie der Leguane (Iguanidae). Sie kommt in Mittelamerika vom südlichen Mexiko bis Panama und auf den kolumbianischen Karibikinseln Providencia und San Andrés vor.

## Merkmale
Der Gemeiner Schwarzleguan ist eine relativ große Leguanart, Männchen erreichen eine Körperlänge von 1,3 Meter und ein Gewicht von zwei Kilogramm, die kleineren Weibchen etwa 87 Zentimeter Länge und ein Kilogramm Gewicht. Die Schwanzlänge ist mittelmäßig, sie erreicht etwa 60 bis 67 Prozent der gesamten Körperlänge (bei Adulti). 
Der Schwanz ist im Umriss zylindrisch oder schwach dorsoventral (von oben nach unten) abgeplattet, er trägt auffallende Wirtel aus abstehenden Dornen, woran die Art von den meisten verwandten Arten gut unterscheidbar  ist. Die ersten zehn Dornquirle sind gegeneinander abgesetzt durch eine oder zwei dazwischen liegende Reihen kleiner glatter Schuppen, die – selten – fehlen können. 
Ein Kamm aus vergrößerten Schuppen entlang der Mittellinie des Rumpfes ist bei adulten Männchen am stärksten ausgeprägt. Adulte Tiere beider Geschlechter sind grau, gelblich oder hellbraun gefärbt, die Oberseite ist gezeichnet durch vier bis sechs undeutlich begrenzte, dunkle Querbänder, die zumindest entlang der Mittellinie durch gelbe oder weißliche Zwischenräume voneinander getrennt sind; die dunklen Bänder können durch helle Zwischenstreifen aufgespalten sein. 
Die Gliedmaßen tragen ähnlich dunkle Querbänder, manchmal zusätzlich rote oder gelbe Punkte und Flecken, auch der Schwanz ist hell und dunkel gebändert. Bei alten Tieren kann diese Zeichnung, besonders am Vorderkörper, undeutlich werden, manchmal ist der gesamte Vorderkörper dann schwarz gefärbt. Jungtiere sind hingegen meist leuchtend grün gefärbt – sie können beim Schlupf auch hell braun mit dunkler Netzzeichnung sein, färben dann aber bald nach grün um.
Der manchmal ähnliche Grüne Leguan (Iguana iguana) kann an den bei dieser Art auffallenden, vergrößerten Schuppen im Bereich des Trommelfells unterschieden werden. Der Fünfkiel-Schwarzleguan (Ctenosaura quinquecarinata) besitzt einen, besonders im Vorderabschnitt (proximal) deutlich abgeplatteten Schwanz. Beim Westmexikanischen Schwarzleguan (Ctenosaura pectinata) sind die Dornenquirle des Schwanzes durch drei glatte Schuppenreihen getrennt, außerdem fehlen die dunklen Querbänder bei den Adulti.

## Lebensweise
Ausgewachsene Gemeine Schwarzleguane leben hoch in den Bäumen in lichten Wäldern und auf bewachsenen Felshängen. Sie suchen gerne heiße Orte auf, an denen sie sich sonnen können. Manche Tiere leben zudem in menschlichen Wohnorten. Wenn der Gemeine Schwarzleguan einen passenden Standort gefunden hat, entfernt er sich von diesem im Erwachsenenalter nur noch selten weit. Jungtiere sind Bodenbewohner. Ihre Nahrung besteht aus Früchten, Insekten, Krebsen, Kleinsäugern sowie kleineren Vögeln und deren Eiern. Ältere, große Tiere ernähren sich fast ausschließlich vegetarisch. Gemeine Schwarzleguane können über 60 Jahre alt werden.

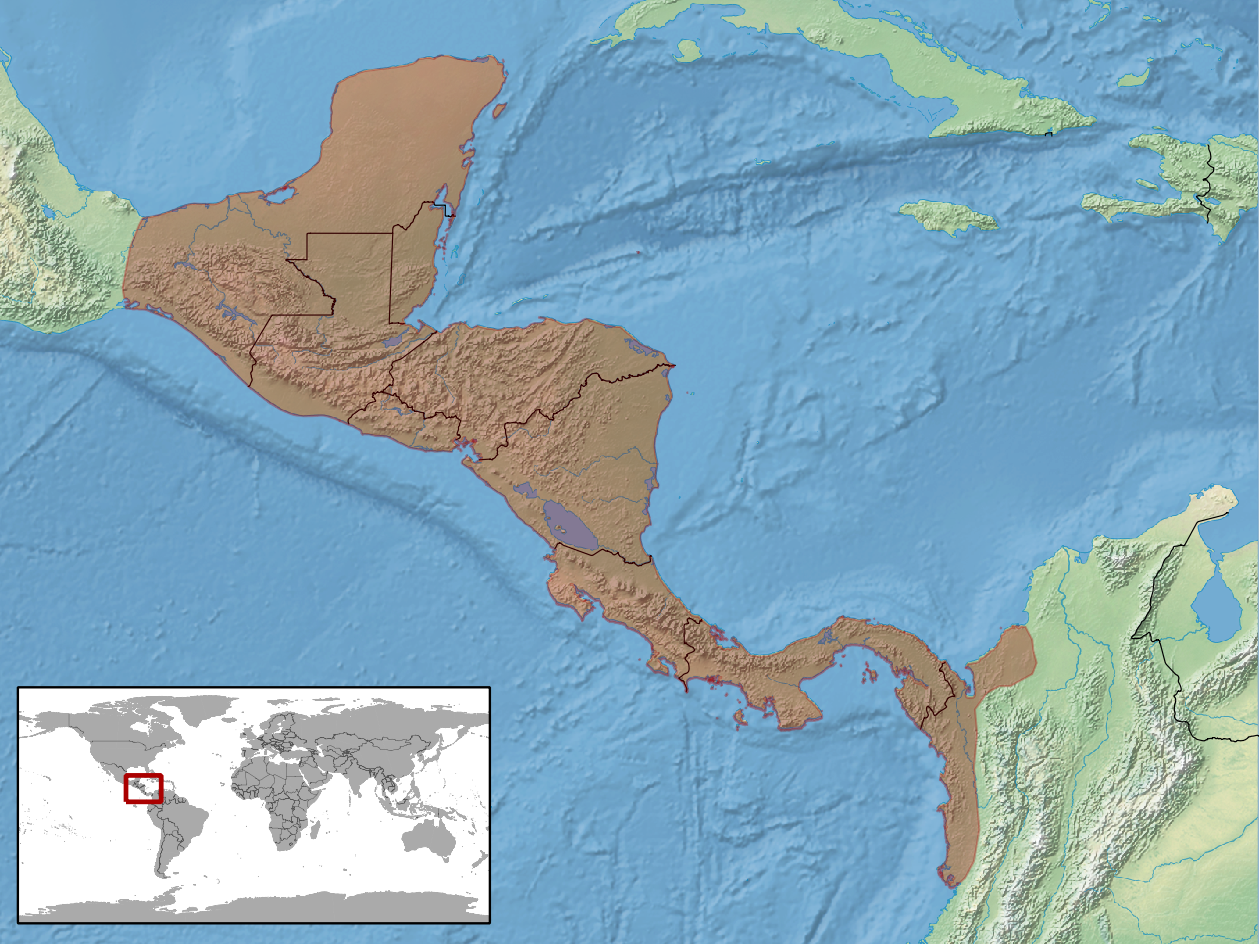
Verbreitungsgebiet

## Fortpflanzung
Die Geschlechtsreife erreicht der Gemeine Schwarzleguan nach 3 bis 4 Jahren. Das männliche Tier beißt das weibliche bei der Paarung, um es zu fixieren. Der Fortpflanzungsakt dauert nur wenige Minuten. Nach ca. 40 Tagen gräbt das Weibchen einen halben Meter langen Gang, in den es die 2 bis 25 Eier legt. Die Jungtiere schlüpfen nach 3 bis 4 Monaten.

## Feinde
Zu den natürlichen Fressfeinden gehören Schlangen, Waschbären, Skunks und Greifvögel. Nicht ausgewachsene Tiere werden von verschiedenen Echsenarten und selten auch von Hauskatzen gefressen. Außerdem wurden und werden die Tiere vom Menschen bejagt. Dem Fleisch wird potenzsteigernde Wirkung nachgesagt, die Eier zählen als Delikatesse. Trotzdem gilt der Gemeine Schwarzleguan in seinen Ursprungsgebieten als nicht bedroht. Die IUC stuft ihn als „nicht gefährdet“ (least concern) ein.

## Unterarten
Es wurden zwei Unterarten beschrieben:
- Ctenosaura similis similis (Gray 1831) und
- Ctenosaura similis multipunctata Barbour & Shreve 1934